# NXT TakeOver: R Evolution
NXT TakeOver: R Evolution było galą wrestlingu z cyklu NXT TakeOver, wyprodukowaną przez WWE. Odbyła się 11 grudnia 2014 w Full Sail University w Winter Park na Florydzie. Była transmitowana na żywo za pośrednictwem WWE Network.
Na gali odbyło się siedem walk, z czego jedna nie została wyemitowana (dark match). W walce wieczoru, mistrz NXT Adrian Neville bronił tytułu w walce z Samim Zaynem. Na szali pojedynku stało nie tylko mistrzostwo, ale również kontrakt Zayna z NXT.

## Produkcja

### Przygotowania
Cykl gal NXT TakeOver rozpoczął się 29 maja 2014, kiedy to brand WWE NXT otrzymał swoją drugą ekskluzywną galę na WWE Network pod nazwą NXT TakeOver. W kolejnych miesiącach człon "TakeOver" stał się główną częścią nazwy kolejnych specjalnych gal NXT, które miały dodatkowe podtytuły, jak przykładowo NXT TakeOver: Fatal 4-Way czy NXT TakeOver: Rival. NXT TakeOver: R Evolution było trzecią galą z chronologii.
NXT TakeOver: R Evolution oferowało walki profesjonalnego wrestlingu z udziałem różnych wrestlerów z istniejących oskryptowanych rywalizacji i storyline'ów, które były kreowane na tygodniówce NXT. Wrestlerzy byli przedstawiani jako heele (negatywni, źli zawodnicy i najczęściej wrogowie publiki) i face'owie (pozytywni, dobrzy i najczęściej ulubieńcy publiki), którzy rywalizują pomiędzy sobą w seriach walk mających w budować napięcie. Punktem kulminacyjnym rywalizacji są walki na galach PPV lub serie pojedynków.

### Rywalizacje

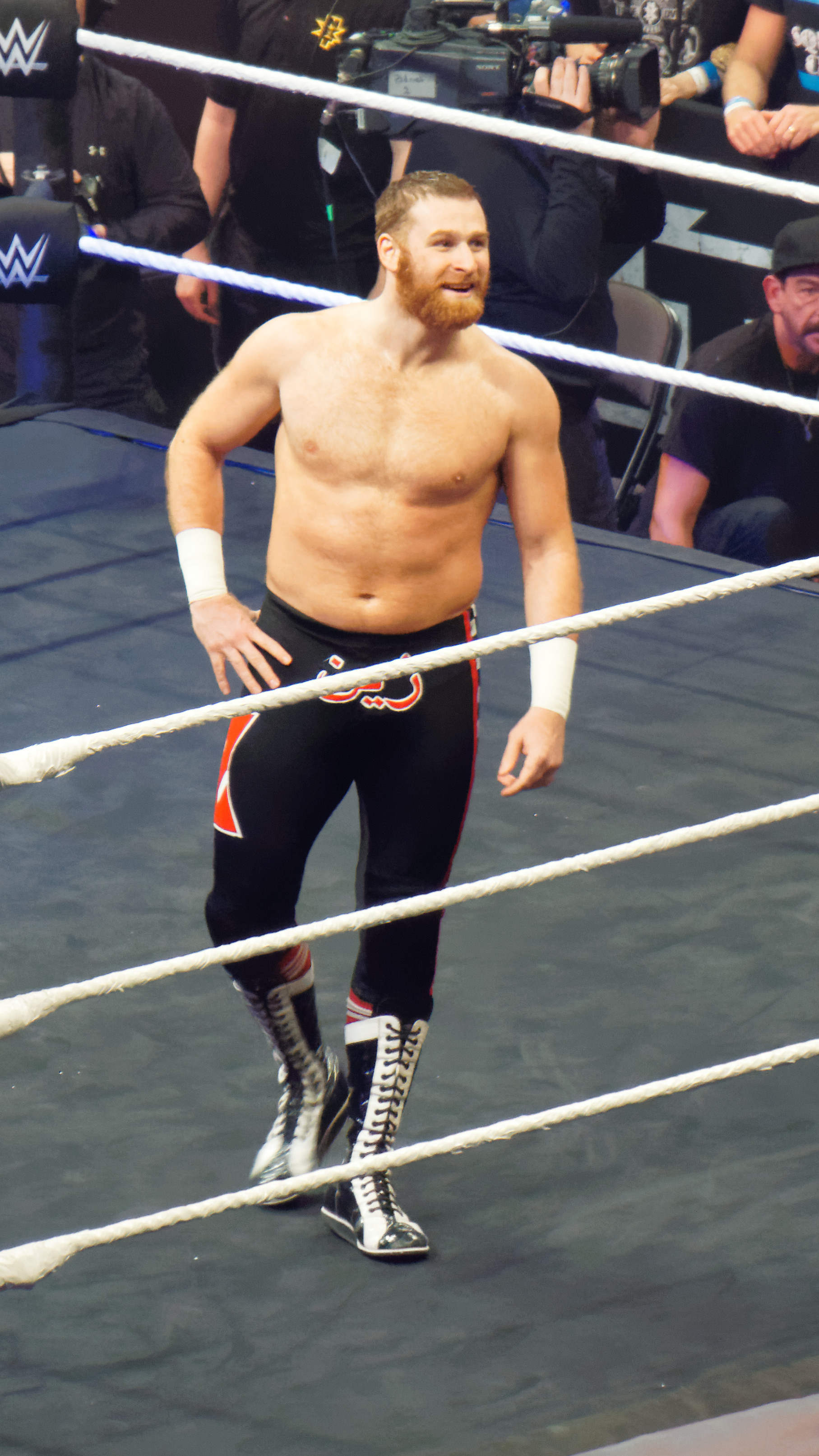
Zwycięzca walki wieczoru NXT TakeOver: R Evolution – Sami Zayn.

#### Kevin Owens vs. CJ Parker
W sierpniu 2014, WWE ogłosiło, że wrestler Kevin Steen podpisał kontrakt z federacją. Steen otrzymał pseudonim ringowy "Kevin Owens" i został przypisany do NXT. W listopadzie, WWE zaczęło wypuszczać winiety, mające na celu przedstawienie nowego zawodnika. Zapowiedziano, że jego debiut odbędzie się na następnym TakeOver.

#### The Lucha Dragons vs. The Vaudevillains
Na NXT TakeOver: Fatal 4-Way, The Lucha Dragons (Kalisto i Sin Cara) zdobyli NXT Tag Team Championship w walce z The Ascension. Po wygraniu walki rewanżowej z byłymi mistrzami, Lucha Dragons rozpoczęli rywalizację z The Vaudevillains (Simonem Gotchem i Aidenem Englishem). The Vaudevillains zdobyli miano pretendenckie do mistrzostw drużynowych w Battle Royalu na jednym z odcinków NXT.

#### Hideo Itami i Finn Bálor vs. The Ascension
Na NXT TakeOver: Fatal 4-Way, Konnor i Viktor, wściekli po utracie NXT Tag Team Championship, próbowali zaatakować debiutanta w NXT – Hideo Itamiego. Itami zdołał obronić się na TakeOver, lecz The Ascension nie zaprzestało na jednym ataku. Wkrótce na ich celowniku stał nie tylko Itami, lecz również jego przyjaciel i mentor – Funaki. Itami połączył siły z również debiutującym w NXT Finnem Bálorem; wspólnie zdołali odeprzeć atak The Ascension. 27 listopada na NXT, rywalizujące ze sobą drużyny ponownie wdały się w bójkę. Ostatecznie ogłoszono, że Bálor i Itami zmierzą się z The Ascension na NXT TakeOver: R Evolution.

#### Charlotte vs. Sasha Banks
W listopadzie 2013, Charlotte dołączyła do "The BFFs" (Sashy Banks i Summer Rae), a w maju 2014 wygrała turniej o zawieszone NXT Women's Championship. 3 lipca, po wygranej walce z Bayley i Becky Lynch, Charlotte pozwoliła Bayley zaatakować Banks. Przed NXT TakeOver: R Evolution, Banks zdobyła prawo do walki o NXT Women's Championship.

#### Adrian Neville vs. Sami Zayn
Rywalizacja Adriana Neville'a z Samim Zaynem rozpoczęła się na NXT TakeOver: Fatal 4-Way. Na tejże gali, Neville pokonał Zayna w walce o NXT Championship. Neville zgodził się na kolejny pojedynek; podczas tego starcia, Neville nie trafił Red Arrowem w przeciwnika i uderzył się w kolano. Zaczął symulować kontuzję, a gdy zaniepokojony Zayn podszedł do niego, by mu pomóc, mistrz NXT znienacka wykonał roll-up i przypiął pretendenta. Tydzień później, Zayn wyzwał Neville'a na ostatnią walkę; zapowiedział, że jeżeli jej nie wygra, dobrowolnie opuści NXT. Choć początkowo nie godził się na pojedynek, Neville przyjął wyzwanie. 

## Gala

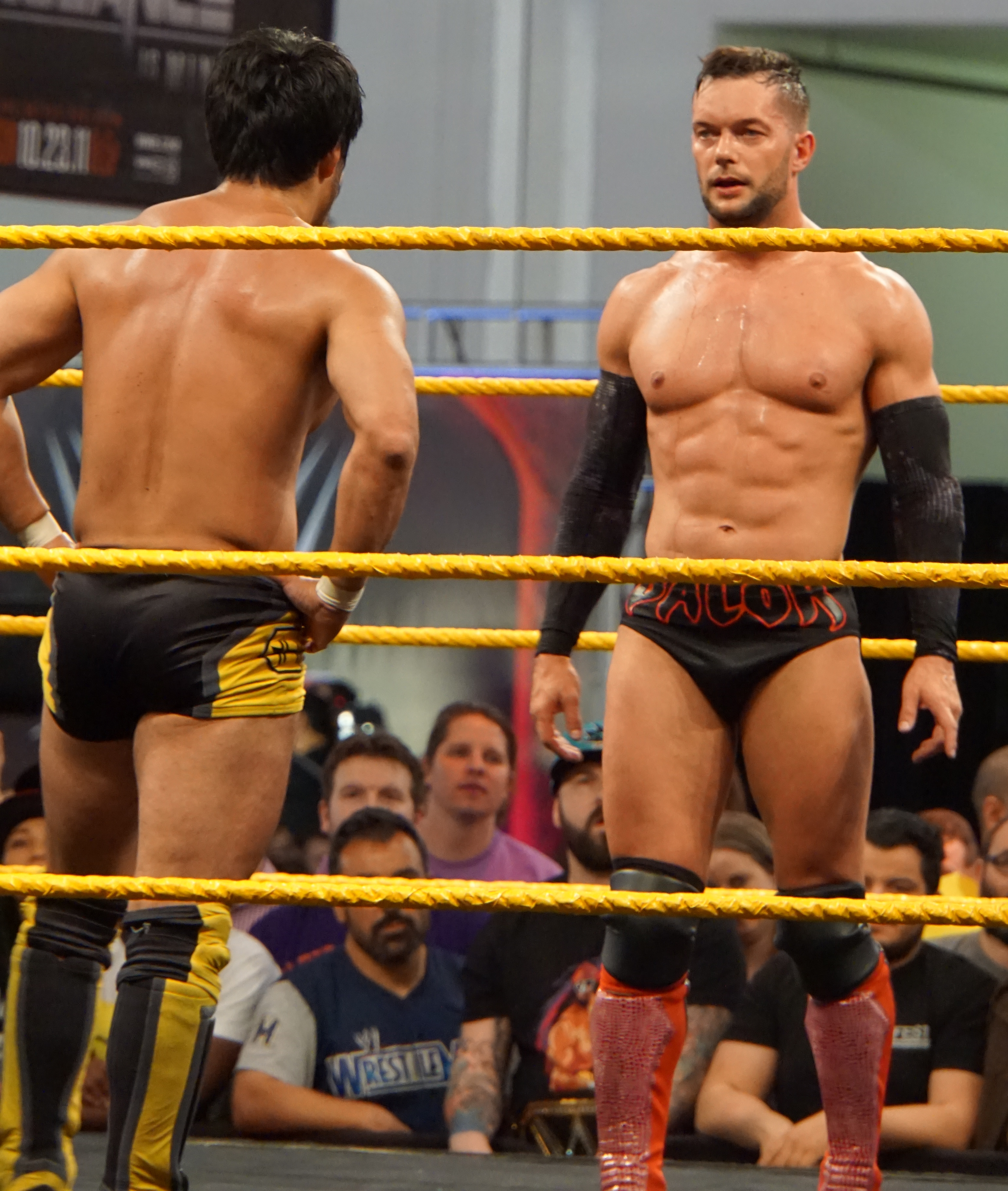
Hideo Itami i Finn Bálor (na zdjęciu) zdołali pokonać The Ascension.

### Komentatorzy
NXT TakeOver: R Evolution komentowali Alex Riley, Corey Graves i Rich Brennan. W panelu pre-show zasiedli Jason Albert, Alex Riley, Renee Young oraz Corey Graves, który przed dołączeniem do panelu ogłosił swoją emeryturę. Decyzja ta była spowodowana wieloma poważnymi wstrząśnieniami mózgu, doznanymi podczas walk w ringu.

### Główne show
Przed rozpoczęciem głównej części gali, Bull Dempsey pokonał Steve'a Cutlera.
Kevin Owens zadebiutował w walce z CJ'em Parkerem. Owens wykonał Steenbreaker na przeciwniku i wykończył go Powerbombem.
Mistrzowie tag team NXT zmierzyli się z The Vaudevillains. Simon Gotch zdołał uniknąć ataku Kalisto, lecz chwilę później stał się ofiarą Salida del Sol. Kalisto przypiął przeciwnika, broniąc NXT Tag Team Championship.
Baron Corbin kontynuował swoją serię zwycięstw, pokonując Tye'a Dillingera w trwającym zaledwie 40 sekund starciu. Po walce skonfrontował się z Bullem Dempseyem.
Hideo Itami i Finn Bálor zmierzyli się z byłymi mistrzami tag team NXT – The Ascension. Itami powstrzymał Ascension przed wykonaniem finishera drużynowego Fall of Man na Bálorze, po czym wspólnie z partnerem wykonali atak z górnej liny na przeciwnikach, wygrywając starcie.
Charlotte zdołała obronić NXT Women's Championship w walce z Sashą Banks. Wykończyła przeciwniczkę finisherem Natural Selection z górnej liny.

### Walka wieczoru
W walce wieczoru NXT TakeOver: R Evolution, mistrz NXT Adrian Neville bronił tytułu mistrzowskiego w walce z Samim Zaynem. Podczas walki, Zayn przypadkowo uderzył sędziego. Neville wykorzystał moment nieuwagi, aby zaatakować pretendenta pasem mistrzowskim. Neville próbował przypiąć Zayna, lecz ten w porę oderwał łopatki od maty. Pretendent wykonał Helluva Kick na Neville'u, przypiął go i stał się nowym posiadaczem NXT Championship. Po walce, roster NXT pogratulował Zaynowi zwycięstwa, zaś Neville objął nowego mistrza na znak pokoju. Przyjaciel Zayna i debiutant w NXT, Kevin Owens, również pogratulował zwycięzcy spotkania, tylko po to, aby chwilę później wykonać na nim Powerbomb w krawędź ringu.

## Odbiór gali
NXT TakeOver: R Evolution otrzymało dobre oceny od krytyków.
Wrestling Observer Dave'a Meltzera najwyżej oceniło walkę wieczoru – przyznano jej 4,75 gwiazdki na 5 możliwych. Drugim najwyżej ocenionym pojedynkiem było starcie o NXT Women's Championship (3,5 gwiazdki).
Larry Csonka z 411mania.com przyznał gali 8,5 punktów na 10. Tak samo ocenili ją czytelnicy strony.

## Wydarzenia po gali
Sami Zayn zmierzył się z Kevinem Owensem na NXT TakeOver: Rival; przegrał brutalną walkę o NXT Championship.
The Lucha Dragons utracili NXT Tag Team Championship w starciu drużynowym z Blakiem i Murphym. Niedługo później zostali przeniesieni do głównego rosteru WWE.
Panowanie Charlotte jako mistrzyni kobiet NXT zakończyło się na NXT TakeOver: Rival. Na tejże gali, Sasha Banks wygrała Fatal 4-Way match o mistrzostwo. W walce brały też udział Becky Lynch i Bayley.

## Wyniki walk

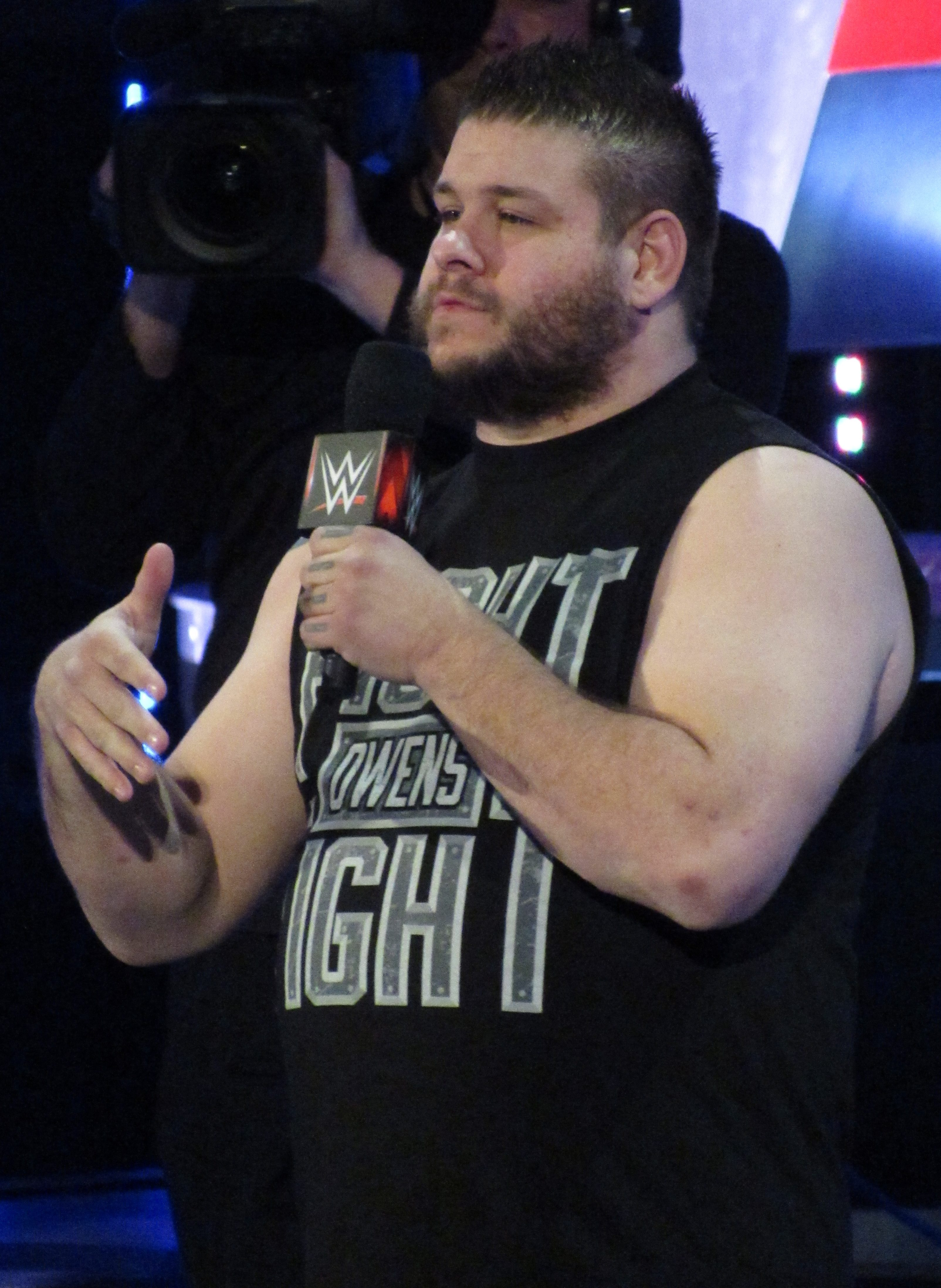
Kevin Owens zadebiutował w NXT na gali NXT TakeOver: R Evolution

| Nr                                                                                    | Wyniki                                                                                                  | Stypulacje                                                                        | Czas  |
| ------------------------------------------------------------------------------------- | --- | --------------------------------------------------------------------------------- | ----- |
| 1D                                                                                    | Bull Dempsey pokonał Steve'a Cutlera                                                                    | Singles match                                                                     | N/A   |
| 2                                                                                     | Kevin Owens pokonał CJ'a Parkera                                                                        | Singles match                                                                     | 3:14  |
| 3                                                                                     | The Lucha Dragons (Kalisto i Sin Cara) (c) pokonali The Vaudevillains (Aidena Englisha i Simona Gotcha) | Tag team match o NXT Tag Team Championship                                        | 6:40  |
| 4                                                                                     | Baron Corbin pokonał Tye'a Dillingera                                                                   | Singles match                                                                     | 0:41  |
| 5                                                                                     | Finn Bálor i Hideo Itami pokonali The Ascension (Konnora i Viktora)                                     | Tag team match                                                                    | 11:38 |
| 6                                                                                     | Charlotte (c) pokonała Sashę Banks                                                                      | Singles match o NXT Women's Championship                                          | 12:12 |
| 7                                                                                     | Sami Zayn pokonał Adriana Neville'a (c)                                                                 | Singles match o NXT Championship; przegrana Zayna oznaczałaby jego odejście z NXT | 23:18 |
| (c) – mistrz/mistrzyni przed walkąD – walka była dark matchem (nietransmitowana w TV) | |                                                                                   |       |